# Conseil des médias de masse en Finlande
Le Conseil des médias de masse en Finlande (finnois : Julkisen sanan neuvosto, sigle JSN) est un organisme d'autorégulation volontaire des éditeurs et éditeurs de médias de masse opérant en Finlande, qui a été fondé en 1968.

## Présentation
En Finlande, les normes dans le domaine du journalisme sont fondées sur les principes éthiques, le guide de conduites des journalistes (journalistin ohjeet) et les modalités de programmation de la radiodiffusion. 
Les problèmes pratiques de l'éthique sont traités par un organisme d'autorégulation des médias, le Conseil des médias de masse en Finlande, dont les membres sont des représentants des organisations des journalistes et des éditeurs, des professionnels de loi et des membres qui viennent d’autres domaines.
Le conseil déclare sa mission "d'interpréter les bonnes pratiques journalistiques et de défendre la liberté d'expression et de publication". 
L'Association des partisans de la parole publique a été créée pour la gestion financière et le soutien idéologique du conseil.  Le conseil reçoit également des aides de l'État.

## Charte
Les professionnels de la communication de masse et les journalistes finlandais, les grands éditeurs et les journalistes qu'ils emploient, s'engagent à ce que le conseil surveille leurs activités conformément aux principes éthiques du domaine et à l'accord de base du conseil, qui sont consignés dans les consignes  du journaliste. 
L'objectif était d'éviter l'augmentation du contrôle administratif public de la liberté d'expression et les dommages et intérêts potentiellement importants accordés par les tribunaux pour les affaires de diffamation.

### Signataires de la Charte
- Sanoma Media Finland Oy
- Yleisradio Oy
- MTV Oy
- Uutismedian liitto ry
- Paikallislehtien Liitto ry
- Aikakausmedia ry
- RadioMedia (fi) ry
- Suomen Journalistiliitto (fi) ry
- Radio- ja televisiotoimittajien liitto (fi) ry
- Kultti ry

## Organisation
Depuis début 2013, conseil compte 13 membres et un président. 
La durée du mandat des membres est de trois ans. Le président est élu pour cinq ans.
Les représentants des médias sont également choisis par l'association de soutien de JSN. 
Le Conseil choisit lui-même les représentants du public.

### Présidents du conseil
Les présidents du conseil depuis 1969:
- Heikki Waris (1969)
- Veli Merikoski (1970–1971)
- Kettil Bruun (1971–1972)
- K. J. Lång (1972–1975)
- Kai Korte (1975–1978)
- Henrik Grönqvist (1978–1990)
- Raimo Pekkanen (1990–1996)
- Kari Lehtola (1996–1999)
- Olli Mäenpää (1999–2003)
- Jacob Söderman (2003–2005)
- Kalevi Kivistö (2005–2007)
- Pekka Hyvärinen (2008–2009)
- Risto Uimonen (2010–2015)
- Elina Grundström (2016–2019)
- Eero Hyvönen (2020–)

### Membres du conseil
Au début 2022, les membres du conseil sont:
- Eero Hyvönen, puheenjohtaja (2020–)
- Mona Haapsaari (2021–23)
- Kyösti Karvonen (2020–2022)
- Johannes Koponen (2022–2024)
- Marja Keskitalo (2021–2023)
- Valpuri Mäkinen (2021–2023)
- Riikka Mäntyneva, (2020–2022)
- Alma Onali (2021–2023)
- Aija Pirinen 2021–2023)
- Harto Pönkä (2021–2023)
- Jani Tanskanen (2022–2024)
- Tuomo Törmänen (2020–2022)
- Jukka Ruukki (2020–2022)
- Henrik Rydenfelt (2020–2022)